# Vergnet
Vergnet est un groupe industriel français basé à Ormes (Loiret) dont l'activité est centrée sur les énergies renouvelables. Il fabrique notamment des éoliennes anti cycloniques de moyenne puissance.

## Historique
Vergnet voit le jour en 1989.

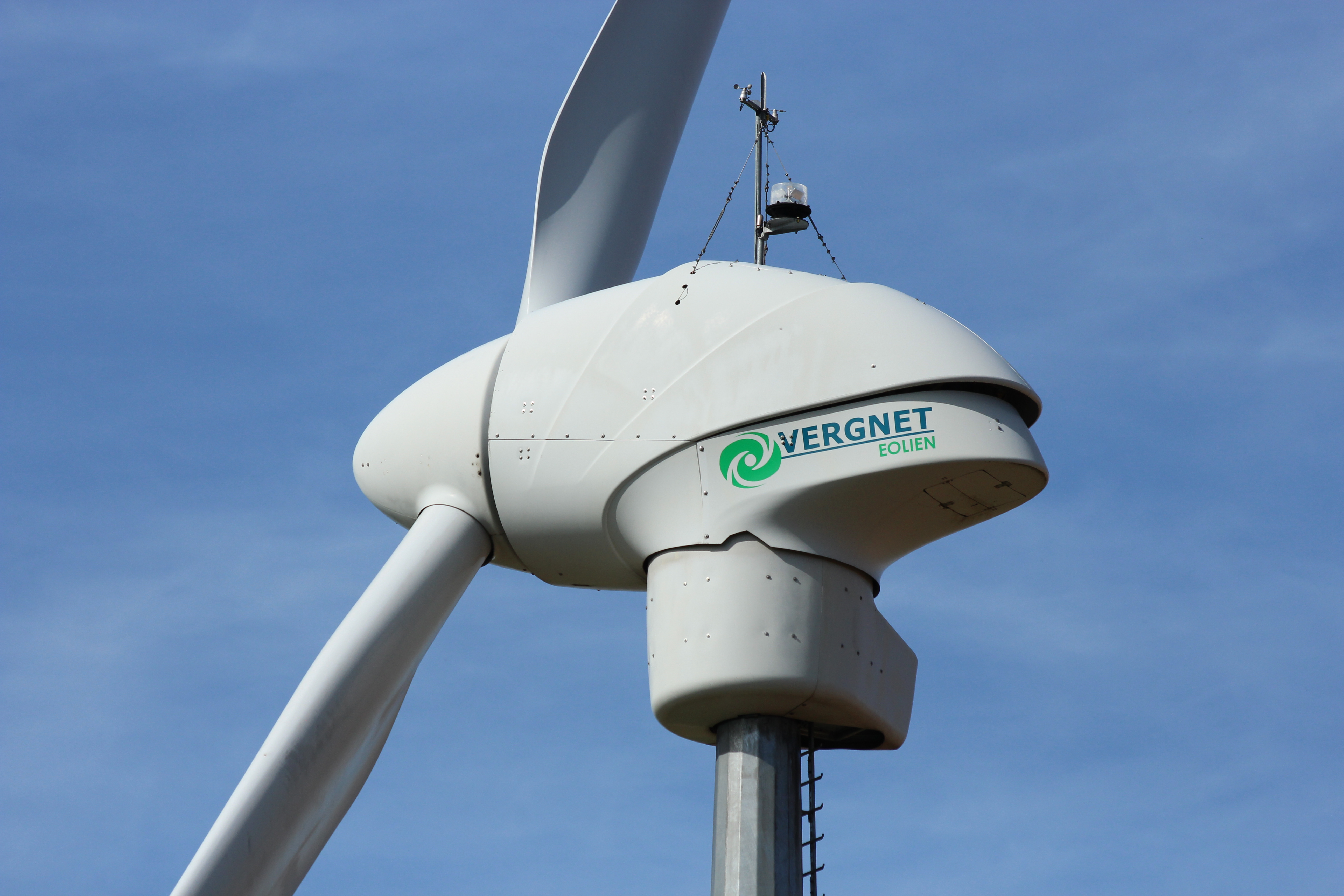
Éolienne Vergnet à Gommerville

L'entreprise Vergnet cible les marchés de l’énergie éolienne, solaire et hybride, conjuguée à des applicatifs solaires,. Les produits s'adressent aux opérateurs industriels, aux communautés et aux investisseurs privés, aux producteurs indépendants d’électricité (IPP) et aux compagnies électriques.
Vergnet recherche la rentabilité adaptée à chaque projet, que ce soit sur la conception, la fabrication et l’innovation ; le groupe utilise une technologie renouvelable primée et brevetée.
Le groupe emploie 166 personnes dans 10 bureaux, et travaille dans plus de 40 pays[Quand ?].
En 2007, est créée la filiale Photalia, spécialisée dans les systèmes solaires.
En octobre 2008, l'entreprise s'associe à l'Ethiopian Electric Power Corporation pour la construction de 120 éoliennes de 1 mégawatt ; le projet est connu sous le nom de ferme d'Ashegoda, qui est inauguré en octobre 2013 en présence de la ministre du commerce extérieur Nicole Bricq. Avec cette ferme qui approvisionne en électricité plus de 3 millions de personnes, l'Éthiopie possède le plus important parc éolien d'Afrique subsaharienne.
Le Groupe compte à ce jour l'installation de plus de 900 éoliennes, 365 MW toutes énergies confondues ; il développe un système de contrôle commande pour les solutions hybrides unique : Hybrid Wizard.
La World Wind Energy Association (WWEA) décerne à l'entreprise le World Wind Energy Award 2013, un prix remis tous les ans à des personnes et organisations qui ont contribué de manière exceptionnelle à l’utilisation de l’énergie éolienne dans le monde.
Le 30 août 2017, la société qui emploie alors 113 personnes est placée en redressement judiciaire. 
En décembre 2017, l'actionnaire principal, Bpifrance, cède ses parts à un groupe piloté par Patrick Werner, ancien dirigeant de La Banque postale.
Le 3 mars 2018, Vergnet obtient la signature d'un plan de continuation et poursuit ainsi ses activités,.
En février 2020, un consortium d’entreprises dont le français Vergnet remporte le marché de la centrale hybride d’Agadez.
En janvier 2024, l'ancien ministre de la transition écologique, François de Rugy, prend la vice-présidence du groupe dans le but de remettre les finances dans le vert après de fortes turbulences financières.
En juin 2024, Vergnet fait son entrée en République Dominicaine en signant le projet éolien de Guazuma. Cette unité installée est la 958e réalisée par Vergnet depuis sa création. 
En Juillet 2024, une nouvelle direction pilotée par Jérôme Gacoin (PDG) et Rodolphe Cadio (DGD) lance un plan d'actions permettant au groupe de retrouver une nouvelle dynamique.

## Principauxactionnaires
Au 10 février 2020:
| FIL Gestion                       | 0,35%  |
| Fidelity Management & Research    | 0,26%  |
| Canada Life Asset Management      | 0,24%  |
| Syz Asset Management              | 0,15%  |
| Amplegest                         | 0,14%  |
| SG 29 Haussmann                   | 0,076% |
| Norges Bank Investment Management | 0,069% |
| Montbleu Finance                  | 0,038% |
| OFI Asset Management              | 0,030% |
| Rothschild Asset Management       | 0,030% |

## Géographie
Le siège social du groupe se situe au Nord-Ouest d'Orléans, sur le territoire de la commune d'Ormes dans le département du Loiret et la région Centre-Val de Loire.

## Informations financières
Vergnet est introduit en bourse le 12 juin 2007 sur le marché Alternext (ISIN : FR0004155240 / Mnemo : ALVER). Un total de 1,95 million de titres représentant 32,7 % du capital est proposé à l'origine pour une valeur par titre allant de 11,95 à 13,85 euros,.